# Signoria di Chio
La signoria di Chio (in greco Ηγεμονία της Χίου?) fu uno Stato feudale autonomo che ebbe breve vita sotto la famiglia genovese dei Zaccaria. Il capoluogo della signoria era l'isola egea di Chio ma il suo controllo si estendeva su diverse altre isole sulle coste dell'Asia Minore. Nonostante fosse teoricamente vassalla dell'Impero bizantino, in pratica la famiglia Zaccaria instaurò sull'isola un dominio indipendente, dalla sua cattura nel 1304 fino alla riconquista bizantina, avvenuta nel 1329 con l'appoggio della popolazione locale di etnia greca.

## Storia
La signoria fu fondata nel 1304, quando Benedetto I Zaccaria, nobile della Repubblica di Genova, prese il controllo dell'isola bizantina di Chio (o Scio). Benedetto, che era già signore di Focea, altra isola sulla costa dell'Asia Minore, davanti alla corte bizantina giustificò questa azione come necessaria per impedire la caduta di Chio nelle mani dei pirati turchi. L'imperatore bizantino Andronico II Paleologo, impossibilitato ad intervenire militarmente, accettò il fatto compiuto e concesse l'isola in feudo al Zaccaria inizialmente per 10 anni, da rinnovare poi ogni 5 anni.
Dopo la morte di Benedetto I nel 1307 gli successe suo figlio Paleologo Zaccaria. Quando anche lui morì senza eredi nel 1314, l'isola passò a Martino e suo fratello Benedetto II Zaccaria. Chio era un dominio piccolo ma ricco, con una rendita annuale di 120.000 hyperpyra d'oro. In pochi anni, Martino fece di Chio il cuore di un piccolo regno, incorporando diverse isole sulla costa dell'Asia Minore, incluse Samo e Coo; con il suo piccolo esercito e la sua piccola flotta, Martino ottenne successi considerevoli contro i pirati turchi, guadagnandosi le lodi dei suoi contemporanei del mondo latino, quali il Papa e Filippo I d'Angiò, imperatore latino titolare di Costantinopoli, che nel 1325 lo nominò "Re e Despota dell'Asia Minore".
Nonostante il legame tra Martino e l'imperatore latino, le relazioni con l'imperatore bizantino Andronico II si mantennero buone e la concessione di Chio venne rinnovata nel 1324. Allo stesso tempo tuttavia Martino diventava sempre più autoritario ed intorno al 1325 spodestò il fratello quale co-reggente di Chio. Nel 1328 il giovane ed energico Andronico III Paleologo successe a suo nonno sul trono di Costantinopoli. Uno dei principali esponenti della nobiltà chiana, Leone Caloteto, incontrò per conto della popolazione dell'isola il nuovo imperatore ed il suo primo ministro, Giovanni Cantacuzeno, proponendo ai bizantini la riconquista dell'isola. Andronico III accettò prontamente e, col pretesto della costruzione non autorizzata di una fortezza da parte di Martino, salpò con una imponente flotta per occupare l'isola. Martino si asserragliò nel suo castello, ma dopo la defezione della popolazione nativa greca e la resa di suo fratello, anch'egli decise di capitolare. A Benedetto II venne offerto il governo dell'isola a nome dell'imperatore, ma la sua richiesta di ottenere la stessa autonomia e gli stessi diritti del fratello fu ritenuta inaccettabile da Andronico III; al posto dell'ultimo Zaccaria venne nominato lo stesso Calateto.
Chio tornò quindi sotto il diretto controllo bizantino, rimanendovi fino al 1346, quando il genovese Simone Vignoso la catturò, approfittando della guerra civile bizantina del 1341-1347. L'isola divenne sede della Maona di Chio e di Focea, controllata dalla famiglia genovese dei Giustiniani, che la tenne fino alla cattura da parte dell'Impero ottomano nel 1566.

## Lista dei Signori di Chio
- 1304–1307 Benedetto I Zaccaria
- 1307–1314 Paleologo Zaccaria
- 1314–1329 Martino Zaccaria, in co-reggenza con
- 1314 – ca. 1325 Benedetto II Zaccaria